# Xã East Carroll, Quận Cambria, Pennsylvania
Xã East Carroll (tiếng Anh: East Carroll Township) là một xã thuộc quận Cambria, tiểu bang Pennsylvania, Hoa Kỳ. Năm 2010, dân số của xã này là 1.654 người.